# Powiat Ried
Powiat Ried (niem. Bezirk Ried) – powiat w Austrii, w kraju związkowym Górna Austria, w Innviertel. Siedziba powiatu znajduje się w mieście Ried im Innkreis.

## Geografia
Powiat Ried graniczy z następującymi powiatami: na północnym wschodzie Schärding, na wschodzie Grieskirchen, na południu Vöcklabruck, na zachodzie Braunau. Na północnym zachodzie przebiega granica z Niemcami, całkowicie na rzece Inn.

## Podział administracyjny
Powiat podzielony jest na 36 gmin, w tym jedną gminę miejską (Stadt), osiem gmin targowych (Marktgemeinde) oraz 27 gmin wiejskich (Gemeinde).
| Miasta 1. Ried im Innkreis (12 482) Gminy targowe 1. Aurolzmünster (3201) 2. Eberschwang (3475) 3. Lohnsburg am Kobernaußerwald (2209) 4. Mettmach (2420) 5. Obernberg am Inn (1703) 6. Reichersberg (1619) 7. St. Martin im Innkreis (2187) 8. Taiskirchen im Innkreis (2411) | Gminy 1. Andrichsfurt (774) 2. Antiesenhofen (1090) 3. Eitzing (903) 4. Geiersberg (498) 5. Geinberg (1454) 6. Gurten (1210) 7. Hohenzell (2326) 8. Kirchdorf am Inn (660) 9. Kirchheim im Innkreis (802) 10. Lambrechten (1285) 11. Mehrnbach (2379) 12. Mörschwang (335) 13. Mühlheim am Inn (685) | 1. Neuhofen im Innkreis (2512) 2. Ort im Innkreis (1365) 3. Pattigham (1085) 4. Peterskirchen (667) 5. Pramet (1022) 6. Schildorn (1235) 7. Senftenbach (783) 8. St. Georgen bei Obernberg am Inn (556) 9. St. Marienkirchen am Hausruck (903) 10. Tumeltsham (1593) 11. Utzenaich (1654) 12. Waldzell (2300) 13. Weilbach (611) 14. Wippenham (555) |
| (liczba mieszkańców 1 stycznia 2023) | | |